# Jönköping község
Jönköping község (svédül: Jönköpings kommun) Svédország 290 községének egyike. Jönköping megyében található, székhelye Jönköping.

## Települések
A község települései:
| Település  | Népesség | Megjegyzés         |
| ---------- | -------- | ------------------ |
| Bankeryd   | 6498     |                    |
| Barnarp    | 724      |                    |
| Bottnaryd  | 723      |                    |
| Gränna     | 2578     |                    |
| Jönköping  | 103032   | a község székhelye |
| Kaxholmen  | 1402     |                    |
| Lekeryd    | 763      |                    |
| Odensjö    | 1714     |                    |
| Skärstad   | 309      |                    |
| Taberg     | 4223     |                    |
| Tenhult    | 2916     |                    |
| Trånghalla | 1251     |                    |
| Tunnerstad | 314      |                    |
| Öggestorp  | 26500    |                    |
| Ölmstad    | 308      |                    |
| Örserum    | 308      |                    |